# Inferiolabiata spinosa
Inferiolabiata spinosa är en nässeldjursart som beskrevs av Stephen D. Cairns 1991. Inferiolabiata spinosa ingår i släktet Inferiolabiata och familjen Stylasteridae. Inga underarter finns listade i Catalogue of Life.